# Ørnen tek ikkje unga
Ørnen tek ikkje unga er det fjerde og sidste album af den norske hiphopgruppe Klovner i Kamp udgivet i 2005.

## Spor
1. «Spenn»
2. «Fresh»
3. «Valsen»
4. «Syng»
5. «Det va'kke det jeg sa»
6. «Kjære fru Ottar»
7. «Glade dager»
8. «Ronnie & Clyde»
9. «Kontaktannonser»
10. «Ørnen tek ikkje unga»
11. «Vekk meg»
12. «Elefanten»
13. «Til våren»